# Beleriand
No legendarium de J. R. R. Tolkien, Beleriand (sjn) foi uma região no noroeste da Terra Média durante a Primeira Era. Os eventos em Beleriand são descritos principalmente em sua obra O Silmarillion, que narra a história das primeiras eras da Terra Média em um estilo semelhante às epopeias da literatura nórdica, permeado por um tom de tragédia iminente. Beleriand também aparece nas obras O Livro dos Contos Perdidos, Os Filhos de Húrin e Os Lais de Beleriand.
Nas primeiras versões dos escritos de Tolkien, ele criou vários nomes provisórios para a região, como Brocéliande, o nome de uma floresta encantada no romantismo medieval, e Ingolondë, um jogo com o nome England (Inglaterra), quando ele aspirava criar uma mitologia para a Inglaterra na região. O estudioso Gergely Nagy [en] analisou a prosa de O Silmarillion e encontrou indícios da estrutura e sintaxe da poesia de Beleriand.

## História fictícia

Beleriand foi submersa pelo mar no final da Primeira Era. Os contornos dos continentes são puramente esquemáticos.

Os eventos em Beleriand são descritos principalmente na segunda metade do Quenta Silmarillion, que narra as primeiras eras da Terra Média em um estilo semelhante às sagas heroicas da mitologia nórdica. Beleriand também aparece em O Livro dos Contos Perdidos, Os Filhos de Húrin, e nos poemas épicos de Os Lais de Beleriand.
A região é habitada pelos Teleri Elfos do rei Thingol vindos do leste, que fundou a cidade de Menegroth no reino florestal [en] de Doriath. Outros elfos, os Vanyar e Noldor, cruzam o mar Belegaer até Valinor. Alguns dos Noldor retornam a Beleriand para recuperar os Silmarils do maligno Vala Morgoth, mas são mal recebidos pelos Teleri. Mais tarde, Homens chegam do leste. Morgoth reúne um exército de Orcs, Balrogs e outros monstros em sua fortaleza de Angband, sob as montanhas Thangorodrim no norte de Beleriand, e ataca repetidamente os Elfos. Apesar da ameaça, Thingol recusa-se a lutar ao lado dos Noldor. Um a um, o reino de Doriath, assim como os reinos Noldor de Nargothrond e Gondolin, caem sob ataques, auxiliados por traições e disputas entre Elfos, Homens e Anães. Por fim, Eärendil cruza o mar Belegaer para pedir aos Valar que detenham Morgoth. Eles enviam um exército que derrota Morgoth na Guerra da Ira, encerrando a Primeira Era da Terra Média. Angband é destruída, e Morgoth é banido para o vazio. Os habitantes de Beleriand fogem, e grande parte da região é submersa pelo mar. Apenas uma pequena porção da borda leste de Beleriand sobrevive, incluindo parte da cordilheira Ered Luin (Montanhas Azuis) e a terra de Lindon, que se tornou parte da costa noroeste da Terra Média.

## Geografia fictícia

Esboço do mapa de Beleriand. As Ered Luin à direita do mapa estão no extremo esquerdo do mapa da Terra Média, marcando a parte de Beleriand não destruída no final da Primeira Era.

Beleriand é uma região no extremo noroeste da Terra Média, banhada pelo grande mar, Belegaer. É limitada ao norte pelas Ered Engrin, as Montanhas de Ferro, e a leste pelas Ered Luin, as Montanhas Azuis.
| Lugar                                                     | Descrição |
| --------------------------------------------------------- | --- |
| Arvernien                                                 | A região mais ao sul de Beleriand, limitada a leste pelas Bocas de Sirion. Contém a floresta de bétula de Nimbrethil, mencionada no poema "Canção de Eärendil", que Frodo ouve em Valfenda: "Eärendil era um marinheiro / que permaneceu em Arvernien; / ele construiu um barco com madeira cortada / em Nimbrethil para viajar; ..." |
| Dor Daedeloth ("Terra da Sombra do Medo")                 | Ao extremo norte, a área ao redor da fortaleza de Morgoth em Angband, sob os picos de Thangorodrim, e as Ered Engrin, as Montanhas de Ferro. |
| Doriath ("Terra da cerca", ou seja, o Cinturão de Melian) | O reino dos Sindar, os Elfos Cinzentos do Rei Thingol. |
| As Falas ("costa")                                        | O reino de Círdan, o Construtor de Navios, e seus Elfos Sindar nos Anos do Brilho Estelar e na Primeira Era do Sol. Eles viviam em dois portos, Eglarest na foz do Rio Nenning, e Brithombar na foz do Rio Brithon. Os portos foram sitiados durante a Primeira Batalha de Beleriand. Quando os portos foram destruídos, o povo de Círdan fugiu para as Bocas do Sirion e a Ilha de Balar. |
| Gondolin ("rocha oculta")                                 | Uma cidade élfica oculta no norte de Beleriand, fundada por Turgon, e protegida de Morgoth por montanhas. |
| Hithlum ("sombra de névoa")                               | A região ao norte de Beleriand, próxima ao gélido Helcaraxë. Contém Mithrim, onde os Altos Reis dos Noldor tinham seus salões, e Dor-lómin, mais tarde um feudo dos Homens da Casa de Hador [en]. Hithlum era fria e chuvosa, mas fértil. É cercada por montanhas; a leste e ao sul pelas Ered Wethrin, e a oeste pelas Ered Lómin. |
| Lammoth                                                   | Costa a oeste das Ered Lómin. Nomeada pelo grande grito de Morgoth durante sua luta contra Ungoliant, cujos ecos permaneceram no local. |
| Marcha de Maedhros                                        | A região fronteiriça nordeste de Beleriand. Uma grande fortaleza foi construída na colina de Himring, o principal reduto de Maedhros, de onde ele protegia a área. Foi a única fortaleza a sobreviver à Dagor Bragollach, a Batalha da Chama Súbita; as forças de Angband a capturaram na Nirnaeth Arnoediad, a Batalha das Lágrimas Inumeráveis. Após a Submersão de Beleriand, o pico de Himring permaneceu acima das águas como uma ilha. A passagem nas montanhas ao sul dessa área era conhecida como A Passagem de Maglor. |
| Nargothrond ("fortaleza subterrânea no rio Narog")        | Construída por Finrod Felagund, escavada nas margens do rio Narog em Beleriand. |
| Nevrast ("costa próxima", em oposição a Aman)             | Uma região costeira no norte de Beleriand; sua cidade é Vinyamar. Foi o centro do reino élfico de Turgon até que seu povo partiu para Gondolin. |
| Ossiriand ("terra dos sete rios")                         | A região mais a leste de Beleriand durante a Primeira Era, entre as Ered Luin e o rio Gelion. É uma terra verde e florestada. Os rios são o Gelion e seus seis afluentes: Ascar, Thalos, Legolin, Brilthor, Duilwen e Adurant. |

## Análise

### Nomeação

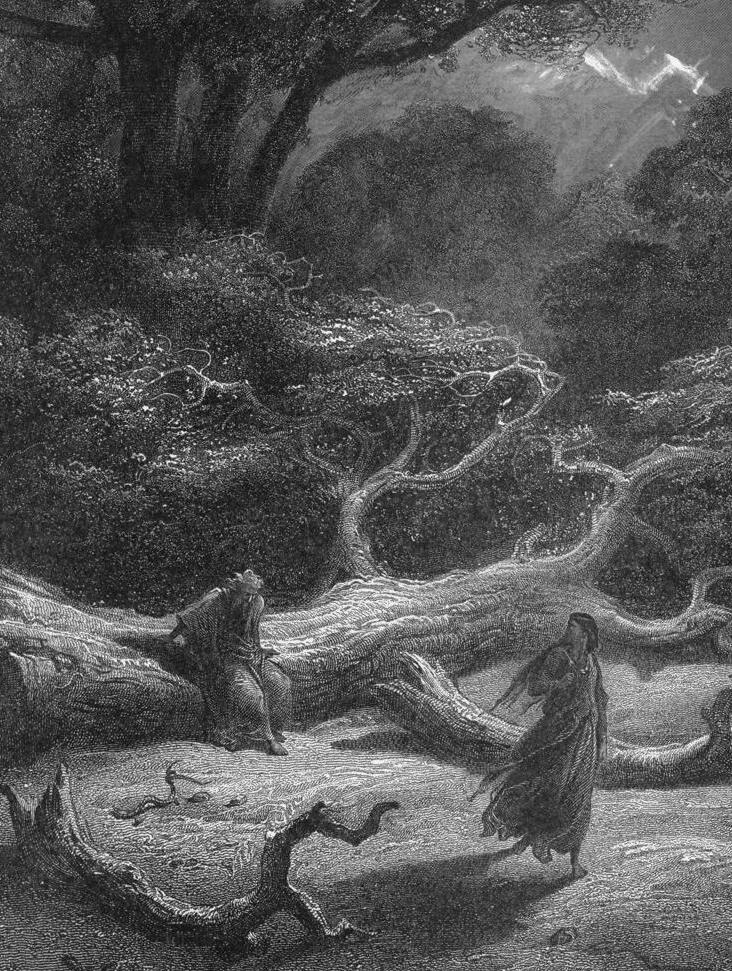
Tolkien usou o nome do lugar Brocéliande, uma floresta encantada da lenda arturiana, para uma versão inicial de Beleriand. Detalhe de ilustração de 1868 por Gustave Doré.

Beleriand teve muitos nomes diferentes nos primeiros escritos de Tolkien, incluindo Brocéliande, o nome de uma floresta encantada no romantismo medieval, Golodhinand, Noldórinan ("vale dos Noldor"), Geleriand, Bladorinand, Belaurien, Arsiriand, Lassiriand e Ossiriand (posteriormente usado para a parte mais oriental de Beleriand).
Um dos primeiros nomes de Beleriand foi Ingolondë, um jogo com "England" (Inglaterra), parte da ambição de Tolkien, embora não realizada, de criar o que Shippey chama de "um grande patrono para seu país, um mito fundador mais abrangente que Hengest e Horsa, ao qual ele pudesse enxertar suas próprias histórias." O objetivo de Tolkien era enraizar sua mitologia para a Inglaterra nos fragmentos de nomes e mitos que sobreviveram, situando-a em uma terra no noroeste do continente, junto ao mar.

### Um senso de tragédia

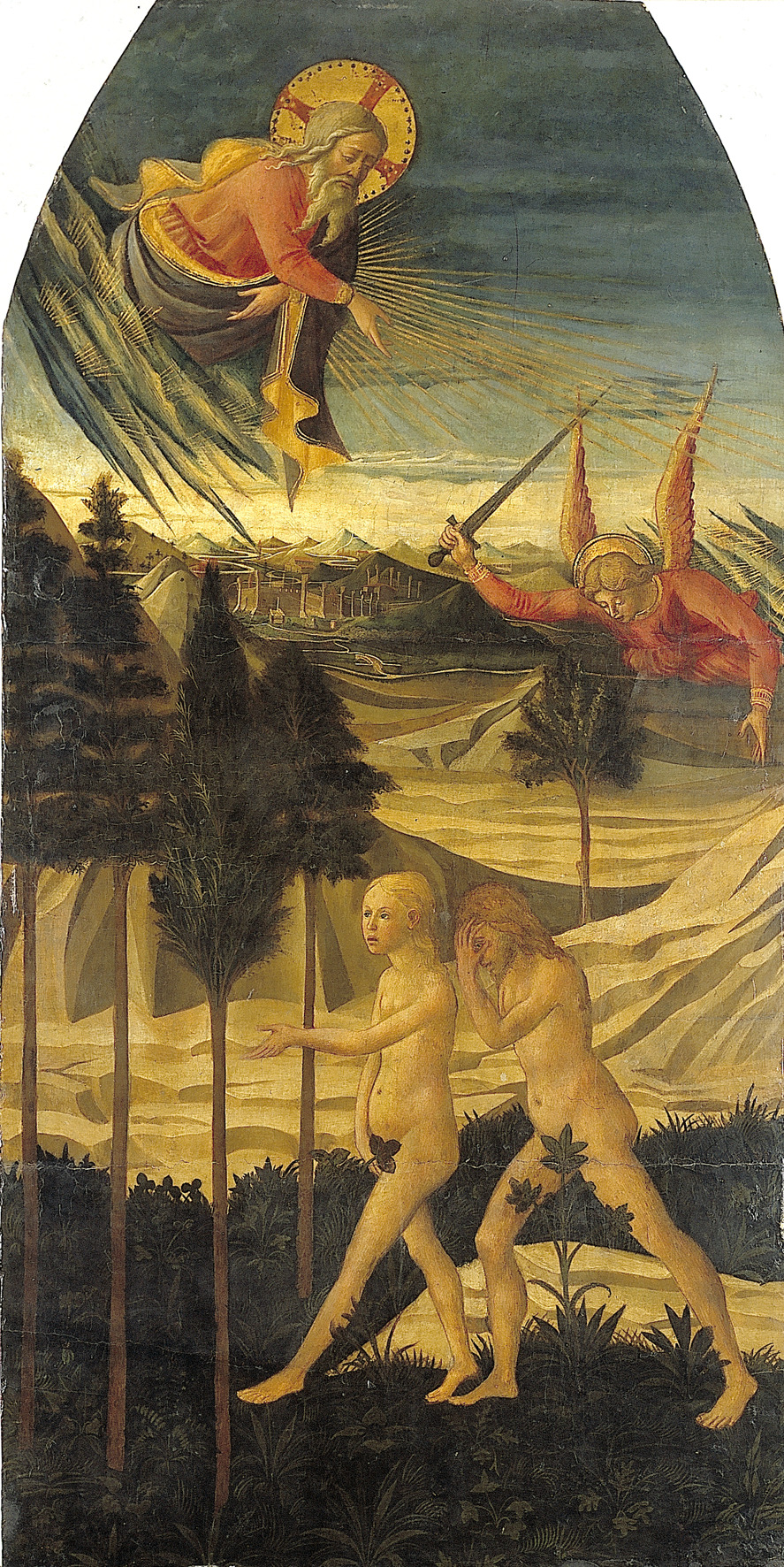
Homens fogem para Beleriand vindos do leste: talvez, escreve Shippey, tenham sido expulsos do Éden. Pintura de D. di Michelino, c. 1460

Shippey observa que o Quenta Silmarillion possui uma trama intricadamente tecida, com cada parte conduzindo a uma tragédia. Existem três Reinos Élficos Ocultos em Beleriand, fundados por parentes, e todos são traídos e destruídos. Cada reino é penetrado por um Homem mortal, todos relacionados entre si; e o senso de tragédia, que Shippey descreve como "desastre futuro", paira sobre todos os personagens da história.
| Reino Oculto | Reis Élficos (todos parentes) | Homem penetra no Reino | Resultado        |
| ------------ | ----------------------------- | ---------------------- | ---------------- |
| Nargothrond  | Finrod                        | Túrin                  | Cidade destruída |
| Doriath      | Thingol                       | Beren                  | Cidade destruída |
| Gondolin     | Turgon                        | Tuor                   | Cidade destruída |

Shippey escreve que a raça humana vista em Beleriand na Primeira Era não "surgiu 'no palco' em Beleriand, mas chegou vagarosamente, já dividida em linguagem, vinda do leste [a parte principal da Terra Média]. Algo terrível aconteceu com eles, do qual não falam: 'Uma escuridão está atrás de nós... e demos as costas a ela'." Ele comenta que o leitor pode presumir que o satânico Morgoth realizou a tentação da serpente bíblica de Adão e Eva, e que "os Edain e Easterlings que chegam são todos descendentes de Adão fugindo do Éden e sujeitos à maldição da Babel."

### Poesia "perdida"
O estudioso de Tolkien Gergely Nagy [en], escrevendo em 2004, observa que O Silmarillion não contém amostras explícitas de poesia de Beleriand incorporadas à sua prosa, como Tolkien fez com seus muitos poemas em O Senhor dos Anéis [en]. Em vez disso, a prosa de O Silmarillion sugere repetidamente a estrutura e a sintaxe de sua poesia "perdida". Nagy cita a descrição de David Bratman [en] do livro como contendo estilos de prosa que ele classifica como "Annalístico, Antigo e Apêndice". A implicação da variedade de estilos é que O Silmarillion pretende representar, nas palavras de Christopher Tolkien, "uma compilação, uma narrativa compendiosa, feita muito depois a partir de fontes de grande diversidade (poemas, anais e contos orais)". Nagy infere de fragmentos de texto semelhantes a versos em O Silmarillion que a poesia de Beleriand usava aliteração, rima e ritmo, incluindo possivelmente iâmbicos.
Isso se aplica ao Ainulindalë, o relato de Tolkien sobre os divinos Ainur:
| Ainulindalë, com ênfase de Nagy | Comentário de Nagy |
| --- | --- |
| e eles construíram terras e Melkor as destruiu; vales eles escavaram e Melkor os ergueu; montanhas eles talharam e Melkor as derrubou; mares eles abriram e Melkor os derramou; | Prosa adaptada de poesia, com "retórica" e "padrões sintáticos mais rígidos"; parataxe e cláusulas equilibradas "com semelhança estrutural e temática" |

Isso também se aplica à narrativa de Elfos e Homens na paisagem de Beleriand, no Quenta Silmarillion:
| Prosa semelhante a poesia com ênfase de Nagy                                                                                            | Comentário de Nagy                                   |
| --- | ---------------------------------------------------- |
| Mas havia um caminho profundo sob as montanhas escavado na escuridão do mundo pelas águas que fluíam para se juntar aos rios de Sirion. | "Aliteração e ritmo são vistos juntos de forma bela" |

Em alguns lugares, é possível relacionar a prosa adaptada de versos à poesia real no Legendarium de Tolkien. Isso pode ser feito, por exemplo, em partes da história de Túrin. Aqui, ele percebe que acabou de matar seu amigo Beleg:
| "Linhas de verso adaptadas" com ênfase de Nagy                                                             | O verso Túrin (1273–1274)                                                          | Comentário de Nagy |
| --- | ---------------------------------------------------------------------------------- | --- |
| Então Túrin parou petrificado e silencioso, olhando para aquela morte terrível, sabendo o que havia feito. | petrificado ele parou parado congelado naquela morte terrível sabendo de seu feito | "Quase todas as palavras aliterantes, juntamente com o próprio padrão de aliteração, derivam do poema; a imagem e, em certa medida, a própria formulação desta cena central muito comovente ... [são] praticamente inalteradas." |

### J. R. R. Tolkien
1. ↑  (Tolkien 1977, capítulos 13–24)
2. ↑  (Tolkien 1985, Prefácio)
3. ↑  (Tolkien 1977, capítulo 24 Da Viagem de Eärendil e da Guerra da Ira)
4. 1 2  (Tolkien 1977, Prefácio)
5. 1 2 3 4 5 6 7 8  (Tolkien 1977, cap. 14 "De Beleriand e seus Reinos")
6. ↑  (Tolkien 1954a, livro 2, cap. 1 "Muitos Encontros")
7. ↑  (Tolkien 1977, "Índice de Nomes", "Arvernien")
8. ↑  (Tolkien 1977, "Índice de Nomes", "Doriath")
9. ↑  (Tolkien 1977, cap. 10 "Dos Sindar")
10. ↑  (Tolkien 1977, "Índice de Nomes", "Gondolin")
11. 1 2  (Tolkien 1977, Mapa de Beleriand e das terras ao norte)
12. ↑  (Tolkien 1977, cap. 9 "Da Fuga dos Noldor")
13. ↑  (Tolkien 1994), "Os Anais Cinzentos", p. 77
14. ↑  Ver A Traição de Isengard, p. 124 e nota 18, e Contos Inacabados, nota no mapa na Introdução.
15. ↑  (Tolkien 1977), cap. 13 "Do Retorno dos Noldor"
16. ↑  (Tolkien 1986, "Comentário sobre o Canto I")
17. ↑  (Tolkien 1977, Ainulindalë)
18. ↑  (Tolkien 1977, cap. 15 Dos Noldor em Beleriand)
19. ↑  (Tolkien 1977, cap. 21 De Túrin Turambar)

## Links externos
- Martinez, Michael. Parma Endorion: Essays on Middle-earth (Parma Endorion: Ensaios sobre a Terra Média) (3ª edição)